# Rotstuin

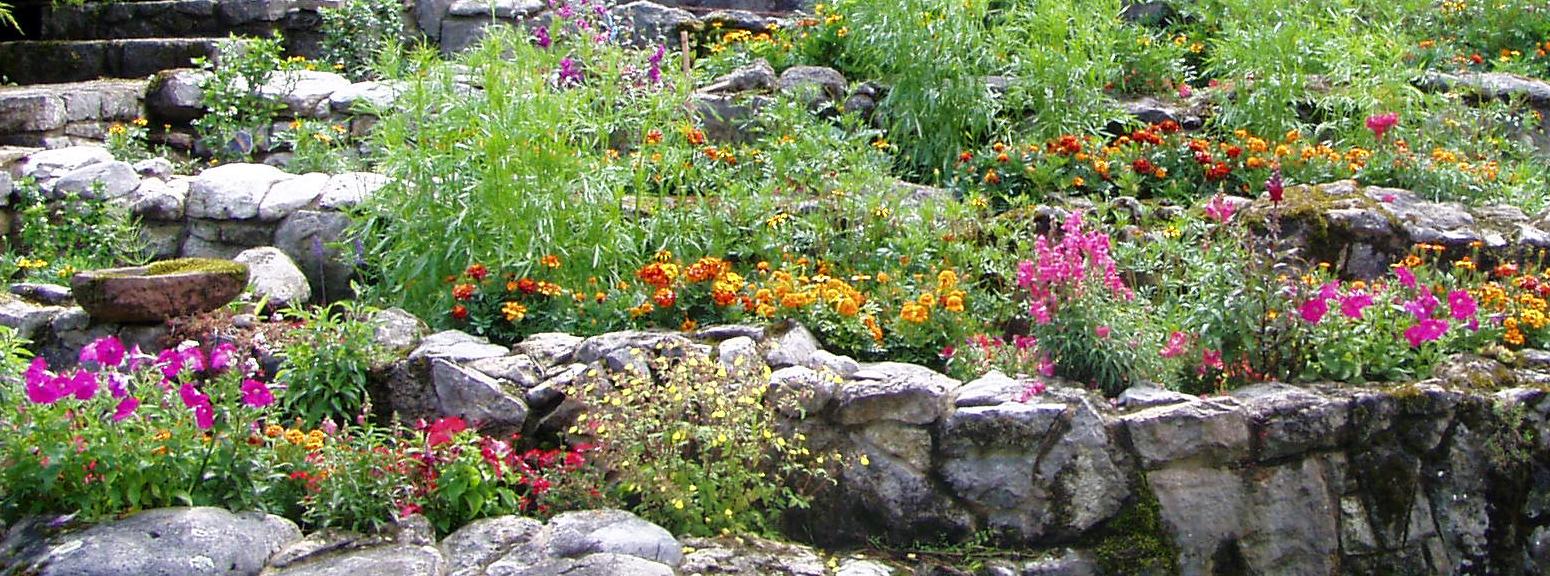
Rotstuin

Een rotstuin is een deel van een tuin of park dat door het gebruik van stenen en rotsplanten het aanzien van een miniatuur gebergte heeft.

## Aanleg
De planten in een rotstuin moeten klein zijn, zodat ze niet de rotsen bedekken. Ze mogen in 'drinkbakken' geplant worden, of gewoon in de grond. Gewoonlijk zijn het plantjes die in waterdoorlatende teelaarde het beste groeien, en dus minder water nodig hebben.
Een opmerkelijke vorm van een rotstuin, is de Japanse rotstuin. Kenmerkend voor de Japanse rotstuin, ook wel Zen Garden genoemd, is dat er bijna geen planten in groeien.

## Bekende rotstuinen

### België
- Plantentuin Universiteit Gent

### Nederland
- Botanische Tuin Fort Hoofddijk
- Hortus Botanicus Amsterdam

### Duitsland
- Rennsteiggarten Thüringen

### India
- Rotstuin in Chandigarh, ontwerper: Nek Chand

### Nieuw-Zeeland
- Christchurch Botanic Gardens

### Polen
- Botanische Tuin (Warschau)

### Verenigd Koninkrijk
- Chelsea Physic Garden
- Royal Botanic Garden Edinburgh
- University of Oxford Botanic Garden

### Verenigde Staten
- New York Botanical Garden
- Brooklyn Botanic Garden

### Zweden
- Göteborgs botaniska trädgård